# VOICE CREW
『VOICE CREW』（ボイスクルー）は、1997年4月6日から2011年3月27日まで、NACK5をキー局として放送されたラジオ番組（アニラジ）。略称は「ボイクル」。

## 概要
開始当初は『VOICE CREW SONG ANALIST』（ボイスクルー ソングアナリスト）というタイトルだったが、半年後に『VOICE CREW』に変更された。2007年4月に放送10周年、2010年9月には通算700回を超えるなど、アニラジの分野における長寿番組の1つとなったが、2011年春の改編をもって14年の歴史に幕を下ろした。全729回。
アーツビジョン（アーツ）付属の声優養成所である日本ナレーション演技研究所（日ナレ）による単独提供で、当番組で流れるCMには日ナレ出身の椎名へきると鳥海浩輔が出演していた。2007年に発覚した、当時アーツ・アイムエンタープライズ（アイム）・日ナレの代表取締役だった松田咲實の不祥事の際は、約2ヶ月間（2007年6月3日 - 7月29日放送分。中国放送では6月3日放送分は放送自体なし）CM自粛の措置が取られ、8月5日放送分からCM放送が再開された（CM自体はBGMを含め新録、出演は旧CMと同じく椎名と鳥海）。
パーソナリティは、原則として日ナレ出身でアーツまたはアイムに所属する声優2名が務めた。組み合わせは男女各1名が最も多く（14組）、次いで女性2名（7組）、男性2名（1組）となる。中原新・河原木志穂・高橋美佳子は日ナレ出身ではないが、以前在籍していたミューラス（2001年解散）がアーツと業務提携していた関係からか例外的に選抜された。また、森久保祥太郎は日ナレ出身でもなければアーツ・アイム所属でもない（アイム関連事務所のヴィムス所属）。パーソナリティの任期は6ヶ月だが、5代目と9代目は例外的に1年間務めた。なお19代目以降は4組連続で任期が延長され、実質的に1年任期となっていた。
ゲストも番組の性質上、アーツまたはアイム所属声優が多い。また新パーソナリティ就任後は、その初月最終週付近で前代パーソナリティがゲスト出演（例えば22代目の場合、2010年4月18日放送分に21代目の梶裕貴・本多陽子が出演）するのが恒例となっていた。
放送局は当初NACK5のみだったが、2001年4月のラジオ関西（AM KOBE）を皮切りにネット局が増え、番組終了時は8局（すべてAM局）でネットされた。ラジオ日本で放送が開始されたことにより、関東広域圏では2回聴取することが可能な地域も現れた。
1999年4月からはFAXサービス（2006年9月24日放送分をもって終了）、2000年4月からは@nifty AnimeFan内の公式サイトにてインターネットラジオおよびラジオ未放送のインターネットムービーの配信を開始。ただし地上波放送から2週間遅れて配信される上に、著作権使用料等の問題から地上波版で流れるBGMや楽曲が丸々カットされており（これは他番組でも同様の例が少なくない）、オープニングジングルなしでいきなりパーソナリティの挨拶から始まったり、曲紹介の直後にトークが再開するなど不自然な構成となっていた。また、テレフォンイルースという電話の伝言機能を使ったコーナーを小森まなみの番組と一緒にやっていた時期もあった（同じ収録スタジオを使用していたためと言われる）。

## 歴代パーソナリティ
※ 放送日はキー局（NACK5）のもの。
| 代    | 放送期間                      | パーソナリティー                                           |
| ----- | ----------------------------- | ---------------------------------------------------------- |
| 初代  | 1997年4月6日 - 9月28日        | ▲浅川悠・▲中原新                                           |
| 2代目 | 1997年10月5日 - 1998年3月29日 | ▲河原木志穂・▲東浦歩                                       |
| 3     | 1998年4月5日 - 9月27日        | ▲堀江由衣・▲山本麻里安                                     |
| 4     | 1998年10月4日 - 1999年3月28日 | ▲森川智之・●檜山修之                                       |
| 5 ☆   | 1999年4月4日 - 2000年4月2日   | ●保志総一朗・▲榎本温子                                     |
| 6     | 2000年4月9日 - 10月1日        | ▲鈴村健一・▲渡邉由紀                                       |
| 7     | 2000年10月8日 - 2001年4月1日  | ●高木渉・●中原麻衣                                         |
| 8     | 2001年4月8日 - 9月30日        | ▲渡辺久美子・●植田佳奈                                     |
| 9 ☆   | 2001年10月7日 - 2002年9月29日 | ▲桑谷夏子・●斎藤千和                                       |
| 10    | 2002年10月6日 - 2003年3月30日 | ●鳥海浩輔・●釘宮理恵                                       |
| 11    | 2003年4月6日 - 9月28日        | ▲今井麻美・▲森永理科                                       |
| 12    | 2003年10月5日 - 2004年3月28日 | ●水橋かおり・●下野紘                                       |
| 13    | 2004年4月4日 - 9月26日        | ●早水リサ・●鈴木達央                                       |
| 14    | 2004年10月3日 - 2005年3月27日 | ●笹沼晃（現・笹沼尭羅）・●高橋美佳子                       |
| 15    | 2005年4月3日 - 9月25日        | ▲倉田雅世・●高城元気                                       |
| 16    | 2005年10月2日 - 2006年3月26日 | ▲鈴木千尋・●平田宏美                                       |
| 17    | 2006年4月2日 - 9月24日        | ●間島淳司・▲落合祐里香（現・長谷優里奈）                   |
| 18    | 2006年10月1日 - 2007年3月25日 | ▲下和田裕貴（現・下和田ヒロキ）・●松本彩乃（現・新名彩乃） |
| 19 ☆  | 2007年4月1日 - 2008年3月30日  | ▲藤田圭宣（現・織田圭祐）・●矢作紗友里                     |
| 20 ☆  | 2008年4月6日 - 2009年3月29日  | ▲森久保祥太郎・●藤田咲                                     |
| 21 ☆  | 2009年4月5日 - 2010年3月28日  | ▲梶裕貴・▲本多陽子                                         |
| 22 ☆  | 2010年4月4日 - 2011年3月27日  | ●長谷川明子・●田村睦心                                     |

- ●：アーツビジョン所属
- ●：アイムエンタープライズ所属
- ●：ヴィムス所属

- ▲：パーソナリティ担当時アーツビジョン在籍
- ▲：パーソナリティ担当時アイムエンタープライズ在籍
- ☆：1年間（2期）担当

## 主なコーナー

### 3代目
不思議少女麻里安
ジャニー・タイム
ジャニーズ関連の事項について話題にするコーナー。
告白告発
リスナーが番組を借りて告白と告発をするコーナー。

### 5代目
マニョッてごめん
パール兄弟の『君にマニョマニョ』（浅草橋ヤング洋品店OP）のマニョというフレーズより生まれたコーナー。世の中の言葉や物の名前や人物名など、マニョに音が似ている部分をマニョに変換する。例：「午後はマニョマニョおもいきりテレビ」「バミューダトライアングル：マニョ三角海域」

### 10代目
ゴージャス鳥海の我ら上流階級
釘宮理恵の正しい日本語講座→釘宮理恵の新しい日本語講座

### 11代目
今井麻美のありえない話
普通はありえないだろうという話を自慢してしまおうというコーナー。
森永理科の音楽評論会
森永理科の8ビット相談室
お悩み相談系で、最後に森永がオススメの8ビットの曲を捧げるコーナー。8ビットではない曲が流れたこともあった。
VOICE CREW一言de劇場
エンディング間際に組まれていたコーナー。

#### 備考
- ミッチーこと及川光博から番組へメッセージが寄せられた。

### 12代目
下野紘のからあげ帝国
無類の唐揚げ好きの下野が毎週たっぷりと唐揚げの魅力について語る。
水橋かおりの今日の鼻歌ミュージックセレクション
リスナーの歌を聴きたいシチュエーションにあわせて、選んだ曲を紹介する。
バー水橋 お水の花道
346回より不定期開店。リスナーからの人生相談にお水ママがアドバイスを贈る。
下野紘のボイクル的大アンケート 答えてバンバン
351回より。全国1000万人のボイクルリスナーにアンケートを実施。

#### 備考
- 363回では、特別企画として2人が仙台のリスナー宅を訪問した模様が放送された（東北放送は12代目就任と同時にネット開始）。
- FAXサービスは水橋がエッセイ漫画を執筆。水橋かおり著・責任編集「ぼい来る？」として冊子化され、リスナー20名にプレゼントされた。
- 下野と水橋は同時期に配信されていたネットラジオ『ファントム・ブレイブ×ラジオ』でも2人でパーソナリティを務めていた。

### 13代目
俺はオトコだ！
自分が男らしいと思った瞬間、カッコイイ・可愛い・凄いと思った瞬間を紹介する。
お国自慢
様々な地域の面白い方言や風習を紹介する。
早水リサの今月を祝っちゃえ
誕生日や結婚・昇進・出産などを祝う。
鈴木達央のミュージック缶
374回より。リスナーと新しい音楽を開拓していくコーナー。
早水リサのラフ&ラブ
375回より。お笑いに関しいろいろ語る。

#### 備考
- 鈴木が「実家の近くに八丁味噌本店がある」と発言したことがある。
- 鈴木と早水が日ナレの名古屋校・大阪校を訪問するという特別企画が2週にわたって放送された。このロケの際鈴木が遅刻していたことが、500回放送の際に早水によって明かされた。

### 14代目
ササ様の純愛恋愛講座
笹沼晃がリスナーからの恋愛相談をペ・ヨンジュンの物真似で答えるコーナー。
クイズ ササヌマン

### 15代目
倉田雅世のボイスレター
リスナーのあの時言えなかった一言などを倉田が心を込めて読み上げるコーナー。437回で終了。
ボイクル・ストーリー
ハコノミというタイトルで、「果実のようで実は箱だった」という謎のストーリーを、リスナーと倉田と高城で展開し作り上げていく。438回で終了。
『ハコノミ』は絵本になり、リスナー10名にプレゼントされた。
高城元気の響け!俺様ソング

### 16代目
お悩みラジオ相談局
平田宏美がリスナーの悩みに答えていくコーナー。
鈴木千尋の癒しのコーナー
リスナーが癒される瞬間を募集。
ミュージックオーバー
452回より。通常のリクエストと違い、洋楽中心の曲をリクエストするコーナーでその洋楽の歌詞の内容を2人がドラマ仕立てで解説するコーナー。
このコーナーだけは例外的に、16代目以降も代々受け継がれた。
早口言葉
エンディングのトークの中で自然に生まれたコーナー。リスナーからの早口言葉のお題が届く場合もある。

### 17代目
祐里香の日記
最初のCM明けに行われる、決められたお題を基に日記形式で落合が語るコーナー。
474回よりリスナーの投稿を募るようになり、7月中旬頃からは落合が作った日記の台本を基に間島と演じている。
ボイクルサーチエンジン
分かっているようで分かっていない物や言語を解明するコーナー。間島がお題を出し落合が答える形式だが、珍回答が続出した。493回で終了。
ミュージックオーバー
16代目参照。

#### 備考
- エンディングでのお知らせなどでムービー（公式サイトコンテンツ）の話が出ると、間島が「今ムービーは何をやってますか?」と尋ね、落合が2週間前のムービーの内容を答えていた。

### 18代目
一曲入魂
下和田の音楽プロジェクト『秘科学少年旅樂團』と『ボイクル』のコラボレーションによる曲作りコーナー。不定期。「♪秘科学少年旅樂團の一曲入魂～」という下和田自身の演奏・歌唱によるジングルが流れる。
一部の楽曲は下和田の公式サイト「秘科学少年研究所」で試聴できる（第一期（2002 - 04年）の作品群から）。製作楽曲タイトルは「HOME WORK」、作詞：松本彩乃?、作曲：秘科学少年旅樂團、歌：松本彩乃と秘科学少年旅樂團。
どっか遠いとこ
彩乃セレクション
松本が独自の解釈でテーマに沿った3曲を選曲して送るコーナー。
ミュージックオーバー
16代目参照。
ジェネレーションギャフン
509回より。年の差12歳コンビの2人が知らない言葉を出し合い、ジェネレーションギャップを感じさせるコーナー。

#### 備考
- 松本が下和田を「ひーちゃん」、下和田が松本を「あーや」と呼んだ。
- 番組歴代3位の歳の差コンビ（下和田：30・松本：18（番組開始時））。
- CM明けに下和田と松本によるミニドラマが設けられている。幼年と壮年、男性と女性を面白おかしく演じ分ける下和田が、松本の意外な一面も引き出す作り。
- 次代パーソナリティを3週間前（518回：2007年3月11日放送分）に予告し、メール（ハガキ）を募った。

### 19代目
お寒い口癖
矢作担当のコーナー。自分では気付かないが、言うと必ず周囲をお寒くしてしまう口癖を紹介する。例：「あ?、まじハラタツノリ!」「てつやしまーす!」。人気コーナーだったが547回で終了した。
密かな楽しみ
矢作担当のコーナー。525回より。人には言えない自分だけの楽しみを紹介する。例：「足の爪を伸ばすだけ伸ばしてから切るときの爽快感がたまらない!」「新しい本を買うとまず匂いを嗅いでしまう!」
づらい!
とにかく言いづらいシチュエーションを相手に気分良く、うまく伝える方法を考えようというコーナー。
ミュージックオーバー
16代目参照。
お熱いのがお好き?
548回より。

#### 備考
- 16代目から18代目まで変わらなかったオープニングジングルが変更された。また長い間使用されてきたコーナー切り替え・CM前のジングルも変更された。
- ニックネーム決めを初回に行い、藤田は「よし兄」（よしにい）、矢作は「ぉはぎ」に決定した。

### 20代目
毎日が記念日
普段の生活の中のちょっとした出来事や自分だけのひっそりとした日を命名して記念日にするコーナー。元々2人の任期中に記念日を作るという趣旨だったため、任期延長に伴い597回で終了した。
教えて!さっきぃ先生
普段何気なくやってしまっている事、実は人からしたら大迷惑な事を、ちょっとした気配りによって素敵なものにするアイデアを提案するコーナー。
さっきぃの血液型大予想クイズ!
藤田の血液型を予想するコーナー（本人はAB型を自称）。本人が注射を嫌がったため、説得メッセージや検査アイデアも募集していた。
最終回（625回）で発表する予定だったが、藤田が検査を頑なに拒否したため、結局リスナーに血液型を投票してもらう形となった。
ミュージック・オーバー
16代目参照。
さっきぃの携帯さっきぃ読み（先読み）作文
出されたお題を頭文字として、携帯電話の予測変換機能で出てくる言葉であいうえお作文を作るコーナー。

### 21代目
よーだのひとり焼き肉への道!
ひとり行動の「勇気」を培いつつ最終的に「ひとり焼き肉」を目指すコーナー。
世の女性に「ひとり○○」を提案し、真の「ひとり」が似合う素敵な女性を目指そうというコーナーでもある。「ひとりった事ない」というひとり未満な人や、「こんなひとりあり?」という質問も受け付ける。
V1グランプリ!
世の中にある名前の中でボイクル的NO.1を決めていくシンプルなコーナー。
よーだのリコーダーマスターへの道!
飽きっぽい上に楽器が苦手な本多が、リスナーからのお題をリコーダーで即興演奏するコーナー。苦手を克服しつつ、役者としての表現力向上も図る。
ミュージックオーバー
16代目から続くコーナーであるが、21代目になってからはしばらく行われず、665回より開始。以降、断続的に放送された。

#### 備考
- 番組内でのエンディングの挨拶は「チョボチョボ聞きにまたきてヨーダ!」

## ラジオでの出来事・ゲスト
1999年
- 4月4日 番組初のテーマソング「ONEWAY RADIO」が作られる。ECHOESのカバー曲で、5代目パーソナリティの保志総一朗と榎本温子が歌う。同年5月28日に、パーソナリティのソロ曲をカップリングし、マキシシングルとしてスターチャイルドからリリースされた。
  - 後に9代目パーソナリティの桑谷夏子と斎藤千和も任期半年延長を記念し「coopee」と言うユニットを結成、テーマソングを作っている。オープニングテーマは「恋をしようSoしよう」、エンディングテーマは「君の背中」。

2000年
- 6月11日 浅川悠・夏樹リオがゲスト出演。
- 12月29日 200回記念放送。NACK5のサテライトスタジオ「大宮スタジオアルシェ」にて番組初の公開録音を実施。

パーソナリティの高木渉と中原麻衣のほか、浅川悠・森川智之・檜山修之・保志総一朗・榎本温子・鈴村健一・渡邉由紀がゲストとして出演した。堀江由衣と山本麻里安は前説とボイスメッセージで参加。この公開録音の模様は2001年2月14日・21日に放送された。
2001年
- 3月18日 高木渉のコーナー「駅弁浪漫街道」から「VOICE CREW弁当」が生まれ、その即売会が亀戸にある「亜瑠門亭」にて行われた。販売予定数は54個（高木渉〔当時34〕と中原麻衣〔当時20〕の年齢を足した数量）だったが、それを遥かに上回るリスナーが参加。渡邉由紀が応援に駆けつける。
- 8月19日 渡辺久美子がぎっくり腰のため欠席。中原麻衣が代役を務める。

2003年
- 2月2日 300回記念放送。鈴村健一・渡邉由紀・中原麻衣・植田佳奈・桑谷夏子・小林由美子がゲスト出演。収録はアーツ・アイム両事務所が入るビルの一室で行われた。
- 5月18日 鳥海浩輔・釘宮理恵がゲスト出演。
- 6月1日 山本麻里安がゲスト出演。
- 7月13日 一ノ瀬めぐみがゲスト出演。
- 8月24日 放送333回。関智一がゲスト出演。
- 9月7日 檜山修之がゲスト出演。
- 9月14日 鈴木達央がゲスト出演。
- 10月26日 今井麻美・森永理科がゲスト出演（恒例の前代パーソナリティゲスト出演）。
- 11月16日 池田東陽（ゴンゾアソシエイトプロデューサー（当時））がゲスト出演。
- 12月21日 350回記念放送。鳥海浩輔がお祝いコメントを寄せる。

2004年
- 1月11日 水橋かおりが風邪のため欠席。今井麻美が代役を務める。
- 1月25日 桑谷夏子がゲスト出演。
- 3月14日 ソニンがゲスト出演。
- 5月2日 水橋かおり・下野紘がゲスト出演（恒例の前代パーソナリティゲスト出演）。
- 5月30日 榎本温子がゲスト出演。
- 8月15日 植田佳奈がゲスト出演。
- 9月12日 今井麻美・笹沼晃（ムービーのみ）がゲスト出演。
- 9月30日 ラジオ関西のみ特別番組『13代目のもうちょっとだけつづくんじゃ〜！』が放送された。パーソナリティは早水リサと鈴木達央、放送時間は通常番組と同じ。
- 10月17日 早水リサ・鈴木達央がゲスト出演（恒例の前代パーソナリティゲスト出演）。
- 10月31日 中原麻衣がゲスト出演。
- 11月28日 400回記念放送。山本麻里安・榎本温子・鈴村健一・桑谷夏子・鳥海浩輔・今井麻美・森永理科・下野紘・早水リサ・鈴木達央がゲスト出演。収録場所は300回と同じ。

2005年
- 1月23日 鈴木達央がゲスト出演。
- 4月24日 笹沼晃・高橋美佳子がゲスト出演（恒例の前代パーソナリティゲスト出演）。
- 5月1日 中原麻衣がゲスト出演（OP部分のみ）。
- 5月15日 高橋美佳子がゲスト出演。倉田雅世の誕生日（5月21日生）を祝った。
- 5月29日 高木渉・大西健晴がゲスト出演。
- 10月16日 倉田雅世・高城元気がゲスト出演（恒例の前代パーソナリティゲスト出演）。
- 11月13日 高木渉・大西健晴がゲスト出演。
- 12月18日 綱掛裕美・志村由美がゲスト出演。

2006年
- 2月5日 倉田雅世がゲスト出演。
- 3月12日 間島淳司・落合祐里香がゲスト出演（17代目パーソナリティ就任決定のため先行登場）。
- 4月16日 鈴木千尋・平田宏美がゲスト出演（恒例の前代パーソナリティゲスト出演）。
- 9月17日 中国放送では台風13号関連特番のため休止となり、翌週は2回連続放送の特別編成（放送時間：25:00 - 26:00）となった。
- 10月29日 間島淳司・落合祐里香がゲスト出演（恒例の前代パーソナリティゲスト出演）。
- 11月5日 500回記念放送。早水リサ・鈴木達央がゲスト出演。倉田雅世がお祝いコメントを寄せる。
- 11月12日 今井麻美・森永理科がゲスト出演。山本麻里安がお祝いコメントを寄せる。

2007年
- 3月11日 19代目パーソナリティ（藤田圭宣・矢作紗友里）が発表される。
- 4月1日 放送10周年。藤田の出身地が弘前市であること、矢作が八戸市に住んでいたことが判明。
- 4月8日 統一地方選のため、一部ネット局の放送時間がこの週に限り変更される。
- 4月15日 下和田裕貴・松本彩乃がゲスト出演（恒例の前代パーソナリティゲスト出演）。矢作が自らの愛称表記は「おはぎ」ではなく『ぉはぎ』が正しいとアピール。
- 5月27日 中原麻衣がゲスト出演。
- 6月3日 松田咲實の不祥事を受け、中国放送ではこの週のみ同局の判断で放送を取りやめ。
- 7月29日 倉田雅世がゲスト出演。
- 9月16日 10月以降のパーソナリティ続投を発表。任期延長は桑谷夏子・斎藤千和（9代目：2001年10月 - 2002年9月）以来5年ぶり。

2008年
- 1月27日 高橋美佳子がゲスト出演。
- 2月10日 鈴木達央がゲスト出演。
- 3月2日 檜山修之がゲスト出演。
- 4月3日 ラジオ関西で放送機器トラブルによる放送事故が発生。翌週は2回連続放送の特別編成（放送時間：24：30 - 25：30）となった。
- 4月20日 藤田圭宣・矢作紗友里がゲスト出演（恒例の前代パーソナリティゲスト出演）。
- 8月17日 中村由利（GARNET CROW）がビデオレターで登場。何も知らされていなかった藤田咲は、敬愛する中村からの「血液検査に行きなよ」のメッセージに喜びのあまり号泣した。
- 9月7日 高橋美佳子がゲスト出演。
- 9月14日 「毎日が記念日」でパーソナリティ任期を半年延長することが決定（それに伴いこの日が記念日になった）。
- 10月5日 600回記念放送。桑谷夏子・梶裕貴がゲスト出演。収録は韓国料理店で行われた。
- 10月12日 斎藤千和がゲスト出演。

2009年
- 2月22日 鈴村健一がゲスト出演。
- 3月8日 21代目パーソナリティ（梶裕貴・本多陽子）が発表される。
- 4月19日 森久保祥太郎・藤田咲がゲスト出演（恒例の前代パーソナリティゲスト出演）。
- 9月20日 650回記念放送。鈴木千尋・下野紘がゲスト出演。
- 10月18日 森川智之がゲスト出演。
- 11月29日 椎名へきるがゲスト出演。関東の一部地域では『へきる、淳司 NATURE』が同じ時間帯に放送されており、椎名が2つの放送局で同時に出演する事になった。

2010年
- 1月10日 本多陽子欠席。高橋美佳子・矢作紗友里が代役を務める。
- 1月17日 本多陽子欠席。中原麻衣・矢作紗友里が代役を務める。
- 4月18日 梶裕貴・本多陽子がゲスト出演（恒例の前代パーソナリティゲスト出演）。
- 7月18日 椎名へきるがゲスト出演。
- 8月15日 700回記念企画として4週にわたり（前半2週：浅草、後半2週：横浜）屋外ロケを実施。高城元気がゲスト出演。
- 8月22日 笹沼尭羅がゲスト出演。
- 8月29日 檜山修之・平田宏美がゲスト出演。
- 9月5日 700回記念放送。檜山修之・平田宏美がゲスト出演。
- 9月12日 森久保祥太郎がゲスト出演。
- 9月19日 中原麻衣がゲスト出演。
- 11月21日 吉田智則・大西健晴がゲスト出演。

2011年
- 1月30日 椎名へきるがゲスト出演。
- 2月27日 番組が3月末で終了することが発表された。
- 3月13日 植田佳奈がゲスト出演。
- 3月20日 浅川悠がゲスト出演。
- 3月27日 最終回が放送される。全729回。

## その他
OPにかかるジングルには乗り物音のテーマがある。
- 10代目：自転車（チリンチリン…とベルが鳴り、小鳥がさえずる）
- 11代目：自動車（ドアを閉め、エンジンをかけて走り出す）
- 12代目：路面電車
- 13代目：自転車
- 14代目：ロケット（『サンダーバード』の「3,2,1,0」後、ドーンと発射音が鳴る）
- 15代目：飛行機
- 16 - 18代目：飛行機のフライト
- 19代目：（1年半ぶりにジングルが変更）
- 20代目：（ジングル変更なし）
- 21代目：（変更なし）